# 斯圖堅
50°54′27″N 29°23′23″E / 50.90750°N 29.38972°E
斯圖堅（烏克蘭語：Студень），是烏克蘭北部的村莊，隸屬日托米爾州的科羅斯滕區。該村面積0.48平方公里，海拔高度167米，2001年人口57，人口密度每平方公里117.77人。